# Камара, Бубакар
Бубака́р Берна́р Камара́ (фр. Boubacar Bernard Kamara; 23 ноября 1999, Марсель, Франция) — французский футболист мавританского происхождения, полузащитник английского клуба «Астон Вилла».

## Клубная карьера
Камара — воспитанник клуба марсельского «Олимпика». 13 декабря 2016 года в поединке Кубка французской лиги против «Сошо» Бубакар дебютировал за основной состав. 29 октября 2017 года в матче против «Лилля» он дебютировал в Лиге 1. В 2018 году Камара помог клубу выйти в финал Лиги Европы.
В мае 2022 года было объявлено о подписании игрока свободным агентом в английский клуб «Астон Вилла».

## Карьера в сборной
В 2016 года в составе юношеской сборной Франции Камара принял участие в юношеском чемпионате Европы в Азербайджане. На турнире он сыграл в матчах против команд Англии и Дании.
В 2018 году в составе юношеской сборной Франции Камара принял участие в юношеском чемпионате Европы в Финляндии. На турнире он сыграл в матчах против команд Италии, Украины, Турции и Англии.
В 2019 году Камара в составе молодёжной сборной Франции принял участие в молодёжном чемпионате мира в Польше. На турнире он сыграл в матчах против команд Саудовской Аравии, Панамы и США.
В 2021 году Камара в составе молодёжной сборной Франции принял участие в молодёжном чемпионате Европы в Венгрии и Словении. На турнире он сыграл в матчах против Дании.
В мае 2022 года был впервые вызван в национальную сборную Франции. Также, если он сыграет хотя бы один официальный матч в составе французской сборной, то он больше не сможет выступать за сборную Сенегала.

## Достижения

### Командные
«Олимпик Марсель»
- Финалист Лиги Европы — 2018

### Личные
- Игрок сезона «Олимпик Марсель»: 2020/21